# Akiko Wakabayashi
Akiko Wakabayashi (en japonés: 若林 映子 Wakabayashi Akiko, nacida el 26 de agosto de 1941) es una actriz japonesa, conocida sobre todo por su papel de chica Bond, Aki, en la película de James Bond de 1967 Sólo se vive dos veces. Antes de esto, había hecho muchas películas en su Japón natal, sobre todo películas de monstruos de los estudios Tōhō, como Dagora, the Space Monster y San Daikaijū: Chikyū Saidai no Kessen, las cuales también fueron lanzadas bajo varios otros títulos.
Cuando comenzó la producción de Sólo se vive dos veces, estaba planeado originalmente que Wakabayashi interpretara el papel de Kissy Suzuki mientras su compàñera de estrellato Mie Hama interpretaba a Suki, una de las agentes de Tigre Tanaka. Cuando aprender inglés demostró ser un gran obstáculo a Hama, las mujeres cambiaron roles, con Hama interpretando ahora la parte más pequeña de Kissy y Wakabayashi interpretando la mayor parte de Suki. A su sugerencia, el personaje de Suki fue renombrado Aki.
Wakabayashi hizo solamente una película más (y una aparición en TV) antes de desaparecer de la pantalla de grande y pequeña. En una entrevista para una revista, Wakabayashi dijo que se retiró de la actuación debido a lesiones sufridas mientras realizaba una película.